# Mistrzostwa Świata w Saneczkarstwie 2008
40. Mistrzostwa świata w saneczkarstwie 2008 odbyły się w dniach 21–27 stycznia (od 21 do 24 stycznia testy) w niemieckim Oberhofie. W tym mieście mistrzostwa odbyły się już trzeci raz (wcześniej 1973 i 1985). W mistrzostwach uczestniczyło 102 zawodników z 21 krajów, którzy uczestniczyli w czterech konkurencjach.

## Arena zmagań
Pierwsze ślady zjazdów w Oberhofie datuje się na 1905 rok, choć pierwsze mistrzostwa odbyły się tu dopiero w 1931 roku, kiedy to odbyły się mistrzostwa w bobslejach. Po drugiej wojnie światowej tor znajdował się w NRD. Często odbywały się tu mistrzostwa świata bobsleistów, saneczkarzy, skeletonistów. Od początku Pucharu Świata rozgrywane są tu zawody tej rangi.
Tor ma w zależności 15 (bobsleje, skeleton mężczyzn, saneczkarstwo mężczyzn) lub 12 zakrętów (skeleton i saneczkarstwo kobiet). Długość to 1354,5 metrów.

## Wyniki

### Jedynki kobiet
- Data / Początek: Piątek 25 stycznia 2008 / 11:00 CET

| Medal | Zawodniczka             | Narodowość | Czas     | Strata  |
| ----- | ----------------------- | ---------- | -------- | ------- |
|       | Tatjana Hüfner          | GER        | 1:26.007 |         |
|       | Natalie Geisenberger    | GER        | 1:26.047 | + 0.040 |
|       | Sylke Kraushaar-Pielach | GER        | 1:26.149 | + 0.142 |

### Jedynki mężczyzn
- Data / Początek: Sobota 26 stycznia 2008 / 11:00 CET

| Medal | Zawodniczka    | Narodowość | Czas     | Strata  |
| ----- | -------------- | ---------- | -------- | ------- |
|       | Felix Loch     | GER        | 1:30.643 |         |
|       | David Möller   | GER        | 1:30.717 | + 0.074 |
|       | Andi Langenhan | GER        | 1:30.814 | + 0.171 |

### Dwójki mężczyzn
- Data / Początek: Niedziela 27 stycznia 2008 / 10:00 CET

| Medal | Zawodniczka                       | Narodowość | Czas     | Strata  |
| ----- | --------------------------------- | ---------- | -------- | ------- |
|       | André Florschütz/Torsten Wustlich | GER        | 1:26.893 |         |
|       | Tobias Wendl/Tobias Arlt          | GER        | 1:26.985 | + 0.092 |
|       | Tobias Schiegl/Markus Schiegl     | AUT        | 1:27.110 | + 0.217 |

### Drużynowe
- Data / Początek: Niedziela 27 stycznia 2008 / 12:00 CET

| Medal | Zawodniczka                                                   | Narodowość | Czas     | Strata  |
| ----- | ------------------------------------------------------------- | ---------- | -------- | ------- |
|       | Felix Loch/Tatjana Hüfner/André Florschütz/Torsten Wustlich   | GER        | 2:29.664 |         |
|       | Martin Abentung/Nina Reithmayer/Tobias Schiegl/Markus Schiegl | AUT        | 2:30.086 | + 0.412 |
|       | Guntis Rēķis/Maija Tīruma/Andris Šics/Juris Šics              | LVA        | 2:30.268 | + 0.594 |

## Klasyfikacja medalowa
| Miejsce | Państwo |   |   |   | Razem |
| ------- | ------- | - | - | - | ----- |
| 1.      | Niemcy  | 4 | 3 | 2 | 8     |
| 2.      | Austria | 0 | 1 | 1 | 2     |
| 3.      | Łotwa   | 0 | 0 | 1 | 1     |